# Štítina
Štítina (en allemand : Stettin ; en silésien : Ščičina) est une commune du district d'Opava, dans la région de Moravie-Silésie, en République tchèque. Sa population s'élevait à 1 251 habitants en 2021.

## Géographie
Štítina se trouve à 2 km au sud du centre de Kravaře, à 9 km à l'est-sud-est d'Opava, à 21 km à l'ouest-nord-ouest d'Ostrava et à 257 km à l’est de Prague.
La commune est limitée par Kravaře au nord et au nord-est, par Mokré Lazce au sud-est, par Nové Sedlice au sud et par Opava et Velké Hoštice à l'ouest.

## Histoire
La première mention écrite de la localité date de 1282.

## Transports
Par la route, Štítina se trouve à 9 km d'Opava, à 27 km d'Ostrava et à 336 km de Prague.